# Orde van het Verheven Portret

Miloš Obrenović met het juweel om de hals.

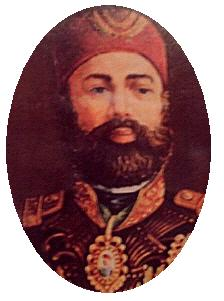
De Egyptenaar Abbas I Hilmi Pasha met de Orde van het Verheven Portret

De Orde van het Verheven Portret of "Tasvir-i Humayun Nishani" werd in 1832 door de Ottomaanse sultan Mahmut II ingesteld. Een vroege benoeming was die van de Armeense zakenman en filantroop Harutyun Bezciyan (1771-1834). De orde werd onder andere door de Turkse vazal prins Miloš Obrenović (Servië) en de Egyptische heerser Mohammed Ali gedragen.
Het versiersel is een met juwelen versierd medaillon met het portret van de Ottomaanse heerser. Een dergelijk portret was een duidelijke breuk met islamitische religieuze regels die dergelijke portretten afkeuren. Op munten kwam het portret van de sultan niet voor en ook verder was men terughoudend met portretten, de gekalligrafeerde handtekening, de tughra, van de keizer was een belangrijker en meer verbreid symbool van zijn regering dan het portret. Onder Europese invloed zijn desondanks veel portretten van de Ottomaanse heersers gemaakt.
Men droeg het kleinood, dat nog in de traditie van de oude Ottomaanse Chelengk, op de borst of tulband gepinde juwelen die geen vast ontwerp hadden en niet zonder meer met ridderorden gelijkgesteld kunnen worden, aan een rood lint om de hals.
Over deze orde is niet veel bekend. Na de val van het Ottomaanse Rijk, de proclamatie van de Republiek Turkije en de afschaffing van het kalifaat in 1923 zal zij niet meer zijn verleend. Onduidelijk is of de onderscheiding na het verlies van de opperheerschappij over Egypte, de Balkan en de landen aan de zuidkust van de Middellandse Zee nog is toegekend. De heersers over deze landen zijn in de 19e eeuw nog met de Orde van het Verheven Portret geschilderd en gefotografeerd. Na 1900 verdwijnt de onderscheiding uit de openbaarheid.
Hoewel de orde nergens als de hoogste van de Ottomaanse ridderorden wordt genoemd, neemt deze orde de heraldische ereplaats in op het wapen van het keizerrijk der Ottomanen. Het kleinood is het middelste van de vijf ridderorden die onder het wapenschild hangen.
In Egypte droeg Muhammad Ali Pasha, de Vali van Egypte (1769 - 1849) en na 1849 ook Veldmaarschalk Z.H. Abbas I Hilmi Pasha, Vali van Egypte, Nubië, Darfur, Kordofan en Sennar deze orde. Er waren dus zeker een of meer verleningen na 1839.